# Időutazók (Így jártam anyátokkal)
Az Időutazók az Így jártam anyátokkal című televíziós sorozat nyolcadik évadjának huszadik része. Eredetileg 2013. március 25-én mutatták be, míg Magyarországon 2013. november 4-én.
Ebben a részben Tedet saját és Barney jövőbeli énjei győzködik arról, hogy elmenjen a Robotok és Emberek-re. Marshall pedig táncpárbajra hívja ki Robint egy koktél miatt.

## Cselekmény
Jövőbeli Ted elmeséli hogy 2013 áprilisában ő és leendő felesége igen közel, és mégis igen távol voltak egymástól. Ő a Nyugati 82. utcában lakott, az Anya pedig a Nyugati 115. utcában, ő az egyetemen tanított, az Anya akkor diplomázott közgazdaságtanból, ő mindig a MacLaren's Bárban töltötte az idejét, az Anya viszont sohasem járt bárokba, mert ekkor Louis-szal járt.
A McLaren's-ben Barney meghívja Tedet a Robotok és Emberek Harcának Legendáira, de Ted nem tudja eldönteni, elmenjen-e, mert másnap előadást kell tartania. Barney szerint ilyen döntések előtt mindig vissza kell gondolnia, hogy évekkel később vajon jó emlékként idézné-e fel a dolgot, és aszerint kell döntenie. Ezért megidézi a húsz évvel későbbi Barney-t és Tedet, hogy meggyőzzék, jó ötlet lenne elmenni rá, és azt mondják, nem fogja megbánni. Amikor Ted már indulna a pankrációra, megjelenik a húsz órával későbbi Ted, aki elmondja, hogy másnaposság fogja gyötörni, meg fog sérülni, és hányni is fog. Ekkor érkezik meg húsz perccel későbbi Barney, aki elég ideig visszatartja jelen Tedet, amíg meg nem érkezik a bárba a "Rucimaca", akit Ted hét éve nem látott. Ted felkészül, hogy randit kér tőle, de megállítják a lány jövőbeli változatai – két kimenetel szerint: az egyik szerint a lány megőrjíti majd Tedet, ezért szakítanak, a másik szerint pedig Ted őrjíti majd meg a lányt, és ezért fognak szakítani. A jövőbeli változatok emlékeztetik rá Tedet, hogy minden eddigi kapcsolata hasonlóan végződött, ezért hagyja őt elmenni.
Eközben Marshall feltalál egy koktélt, amelyet elnevez Minnesota Cunaminak, és rendel egyet a bárban. Lesokkolja, mikor Carl, a bárpultos Robin Scherbatsky-ként nevezi azt – az italt Robin után nevezték el, amiért ő ivott belőle a legtöbbet. Marshall táncpárbajra hívná Robint, de Lily visszatartja őt, a balettcsípője miatt. Bosszúból Marshall a férfi mosdó falára írja Robin számát, majd ezek után Robin azt állítja, felírta Marshall számát a női mosdóba. Miután Marshall gátlásai leküzdése után bemegy a női vécébe, kiderül, hogy Robin egy hosszú bocsánatkérő szöveget írt fel a falra, aminek egy célja van: benntartani Marshallt (tudván, hogy végig fogja olvasni az egészet) addig, míg egy nő be nem jön, hogy kínos helyzetbe kerüljön. Végül Lily hagyja, hogy Marshall kiálljon egy táncpárbajban Robin ellen.
Ted visszaül Barney mellé, és azt mondja, hogy ideje hazamenni. Barney azt mondja neki, hogy rendben, amin Ted meglepődik, mert azt hitte, hogy vissza fogja tartani őt. Azt várta, hogy olyasmit mondjon neki, mint hogy az élet rövid, és élvezzük ki minden pillanatát. Nagy meglepetésre Barney azt mondja, hogy ez már rég elmúlt. A koktélos táncpárbajos eset öt évvel korábban történt, és mindez csak emlék, ami Ted képzeletében jelenik meg, aki egyedül ül a bárban. A barátai túl elfoglaltak voltak ahhoz, hogy eljöjjenek vele a Robotok és emberek legendáira – Marshallnak és Lilynek ott van Marvin, Robin és Barney pedig az esküvőjüket szervezik – , így egyedül és szomorúan indul el a pankrációra.
Jövőbeli Ted ekkor azt mondja, hogy azóta az este óta közel 20 év telt el, és hogyha újraélhetné azt az estét, ahelyett, hogy elment volna a pankrációra, inkább elment volna a régi lakásába meglátogatni a barátait. De mindenekelőtt a leendő felesége lakására ment volna. Jövőbeli Ted elképzeli magát, ahogy keresztülrohan az utcákon, mielőtt bekopog az anya lakásának ajtaján. Ted bemutatkozik, elmondja, hogy 45 nap múlva fognak csak találkozni, de egymásba szeretnek majd, összeházasodnak, és lesz két gyönyörű gyerekük. És most azért van itt, hogy azt a 45 napot is vele tölthesse, mert nagyon szereti őt, és szeretni is fogja, míg meg nem hal. Ekkor érkezik meg Louis, az Anya akkori barátja, akivel közli, hogy szerelmes a barátnőjébe és el fogja venni feleségül, mire Louis leüti őt.
Végül Ted ahelyett, hogy elment volna a Robotok és emberek-re, meggondolta magát, zsebre tette a jegyeket és hazasétált.

## Kontinuitás
- "Az ablak" című részben már látható volt az időutazás a sorozatban, bár ebben a részben igazából ez nem történik meg, mert minden Ted képzeletében játszódik.
- A "Ruci-maca" az "Oké Király" című epizódban volt utoljára látható.
- Barney, Marshall és Lily a "Robotok a pankrátorok ellen" című részben már részt vettek robotos-pankrátoros rendezvényen.
- Marshall kedveli a nőiesnek mondott koktélokat, ahogy az a "Szingliszellem" és a "Reménytelen" című epizódokban látható volt.
- 2013 áprilisában, 45 nappal azelőtt, hogy Ted és az Anya találkoztak volna, a lány még mindig közgazdaságtant tanult. Mint a "Definíciók" című részből kiderült, Ted az első óráját véletlenül egy közgazdaságtanos csoportnak tartotta, ahol az Anya is ott volt.
- "A lehetségtelen" részből derült ki, hogy Marshallnak balettcsípője van.
- A 20 évvel későbbi Ted nem kopaszodott meg. A "Nem sürgetlek" című epizódban Marshall és Lily fogadnak, hogy Ted nem fog megkopaszodni.

## Jövőbeli visszautalások
- Jövőbeli Ted szerint Barney és Robin az esküvői vacsorájuk miatt vitatkoznak. "A Tesó Mitzvó" című részben látható is, ahogy Robin intézkedik az ügyben.
- Ted monológja a 45 együtt tölthető napról előrevetíti az "Örökkön örökké" című epizódban látottakat: az Anya betegségét és halálát. Az, hogy eközben melankóliába esik, szintén beszédes, ami a sorozat végkifejletét illeti.

## Érdekességek
- Marshall azt, hogy Robin ellopja előle azt, amit ő talált fel, Mark Zuckerberg és a Winklevoss ikrek esetéhez hasonlítja, akik a Facebook eredeti ötletét adhatták.
- Az "Őrült, rossz értelemben" című részben Jeanette-nek azt mondják rádión, hogy Ted lakása a Nyugati 86. utcában van, és nem a 82.-ben.
- Ha igaz, amit Barney állít, és a táncpárbaj 5 évvel korábban történt, akkor az nagyjából a harmadik évad során zajlott. Viszont "A lehetségtelen" című részig nem tudta a banda, hogy Marshallnak balettcsípője van, ami később történt.
- A "Robotok a pankrátorok ellen" című részben Ted azt állítja, hogy attól kezdve minden évben elmentek a Robotok és emberek-re. 2013-ban viszont ennek ellenére mégis kihagyták. Viszont mivel az esemény neve "Robotok és emberek legendái", ezért lehet, hogy ez egy speciális alkalom volt, ami nem számít bele a többibe.
- Az Anya bejárati ajtajához ugyanazt a díszletet használták fel, mint a "Szakítások ősze" című részben Testvéreb gazdájának a lakásához.
- Mivel Ted azt mondja, hogy a cselekmény egy hűvös áprilisi estén játszódik, és még hátravan 45 nap az esküvőig, ezért a pontos időpont 2013. április 10.

## Zene
- Billy Joel – The Longest Time
- John Swihart – You're All Alone
- Wayne Baird – Werk Dat Booty

## Vendégszereplők
- Jayma Mays – Rucimaca
- Joe Nieves – Carl MacLaren
- Louis Ferrigno Jr. – Louis
- Jennifer Birmingham – nő

## Fordítás
- Ez a szócikk részben vagy egészben  a   The Time Travelers (How I Met Your Mother) című angol Wikipédia-szócikk ezen változatának fordításán alapul.  Az eredeti cikk szerkesztőit annak laptörténete sorolja fel. Ez a jelzés csupán a megfogalmazás eredetét és a szerzői jogokat jelzi, nem szolgál a cikkben szereplő információk forrásmegjelöléseként.